# Isabelle Gulldén
Isabelle Therese Gulldén (født 29. juni 1989 i Sävedalen, Göteborg) er en svensk håndboldspiller, der spiller for Lugi HF som playmaker.

## Klubhold
Hun begyndte at spille håndbold i den lokale klub IK Sävehof. Her var hun med til at vinde det svenske mesterskab i 2007, 2008, 2009 og 2010.
Den 2. februar 2011 annoncerede Viborg Håndbold Klub og Gulldén, at hun fra sommeren 2011 skiftede til den danske klub på en 3-årig kontrakt. Året efter flyttede Isabelle Gulldéns kæreste Linus Persson også til Viborg, han han skrev kontrakt med klubbens herrehold. Isabelle spillede fra 2015 til 2018 i den rumænske klub CSM Bucuresti. I 2018 skiftede hun til franske Brest Bretagne Handball, hvor hun formodes at blive verdens bedst betalte kvindelig håndboldspiller.
Efter tre år i den franske storklub, med et fransk mesterskab i 2021 og Champions League-finalen i 2021, skiftede hun til den norske storklub og forsvarende Champions League-vinder Vipers Kristiansand. Efter blot én enkelt sæson i Norge, skiftede hun i sommeren 2022 til den svenske ligaklub Lugi HF, grundet familiære årsager.

## Landshold
Gulldén fik debut for Sveriges A-landshold i 2007.
I december 2010 var Gulldén med til at vinde sølvmedaljer ved EM i håndbold, hvor svenskerne tabte til Norge. I november 2012 havde hun spillet over 100 kampe og scoret over 200 mål for det bedste nationalmandskab. Hun var ligeledes med til at vinde bronze ved EM 2014 i Ungarn/Kroatien, med det svenske hold. 
Hun meddelte i december 2020, i den sidste mellemrundekamp for Sverige ved EM 2020 i Danmark, at hun stoppede på det svenske landshold.

## Meritter som håndboldspiller
- Svensk mester (IK Sävehof) – 2007, 2008, 2009 og 2010
- Dansk pokalmester (Viborg HK) - 2011, 2013
- Dansk mester (Viborg HK) - 2014
- EM 2010 sølv (Sverige) – 2010
- EM 2014 bronze (Sverige) – 2014
- EHF Champions League vinder (CSM Bucuresti) - 2016
- EHF Champions League sølv (Brest Bretagne Handball) - 2021